# 헬다이버즈 2
《헬다이버즈 2》(Helldivers 2, 로고표기 헬다이버즈 II)는 애로헤드 게임 스튜디오스가 개발하고 소니 인터랙티브 엔터테인먼트가 배급한 2024년 협동 3인칭 슈팅 게임이다. 2015년 게임 《헬다이버즈》의 후속작으로 플레이스테이션 5 및 마이크로소프트 윈도우로 제작돼 2024년 2월 8일 발매됐다.
전작에서 슈퍼지구 세력이 승리한 후 1세기 이후의 미래세계가 배경으로 엘리트 특공대 헬다이버와 외계세력 간의 재점화된 전쟁이 주사건이다. 하향시점을 사용한 전작과 달리 3인칭 슈팅 게임플레이로 전환했다.
발매 당시 언론에서 대체적으로 긍정적인 평가를 받았다. 발매 약 한 달만에 판매량 8백만 장을 돌파해 예상을 초과한 상업적 성공을 거뒀으며 플레이스테이션 스튜디오스 역사상 가장 폭발적인 출시를 보인 PC 게임이었다.

## 게임플레이
헬다이버즈 2는 주로 3인칭 시점으로 플레이하는 슈팅 게임이다. 플레이어는 1-3개의 절차적으로 생성된 레벨("임무"라고 불림)으로 구성된 작전을 완료하며, 적 무리를 막아내면서 임무 내 작업("목표"라고 불림)을 수행한다. 플레이어는 레벨 1("사소한")부터 레벨 10("슈퍼 헬다이브")까지 작전의 난이도를 선택한다.
첫 번째 게임에서 계승된 핵심 게임플레이 기능은 "스트라타젬"의 사용이다. 이는 방향 버튼 또는 화살표 키 입력을 연속으로 실행하여 궤도에서 호출해야 하는 강력한 장비이다. 플레이어는 임무에 가져갈 스트라타젬을 최대 4개까지 미리 선택할 수 있으며, 팀 전체에 영향을 미치는 "부스터"도 선택할 수 있다.
헬다이버즈 2는 최대 4명의 플레이어가 함께하는 협동 멀티플레이어를 지원하지만, 전용 싱글 플레이어 캠페인은 포함하지 않는다. 또한 플레이스테이션 5와 윈도우 간의 선택적 크로스 플레이를 제공한다. 아군 사격은 항상 켜져 있다. 출시 초기에는 스튜디오 직원이 플레이어를 관찰하고 실시간으로 게임플레이에 영향을 미쳤다. 이 게임은 라이브 서비스 콘텐츠 업데이트를 제공한다.
플레이어는 임무 중에 발견하거나 작전, 임무, 목표를 완료하여 보상으로 받을 수 있는 게임 내 통화를 얻을 수 있다. 플레이어는 경험치를 얻고 레벨을 올릴수록 임무 중에 사용할 수 있는 다양한 무기와 스트라타젬을 잠금 해제한다. 또한 플레이어는 "샘플"을 수집하여 플레이어의 슈퍼 디스트로이어 스타십을 업그레이드할 수 있으며, 이는 게임플레이 중 이점을 제공한다. 작전을 완료함으로써 플레이어는 게임 내 은하계 전쟁의 결과에 직접적인 영향을 미치는 대규모 협력 임무인 "주요 명령"의 집단 진행에도 기여한다.

### 워본드
헬다이버즈 2는 기한이 없는 "워본드"라는 배틀 패스 시스템을 가지고 있다. 워본드는 게임 내 화폐인 "슈퍼 크레딧"으로 구매할 수 있으며, 슈퍼 크레딧은 게임 내에서 얻거나, 소액 결제를 통해 구매하거나, 워본드 자체의 일부로 잠금 해제할 수 있다.
2025년 6월 12일 기준으로, "헬다이버즈 모빌라이즈", "강철 베테랑", "최첨단", "민주적 폭발", "극지방 애국자", "독사 특공대", "자유의 불꽃", "화학 물질", "진실 집행자", "도시 전설", "자유의 하인", "경계선 정의", "의전 대장", "법의 힘" 등 14개의 워본드가 출시되었다.

## 줄거리

### 배경
헬다이버즈 2는 22세기를 배경으로 하며, 제1차 은하 전쟁에서 스스로를 관리 민주주의라고 칭하는 슈퍼 어스(Super Earth)가 벌레, 사이보그, 일루미네이트를 상대로 승리한 지 100년이 지난 시점이다. 인류는 패배한 일루미네이트로부터 초광속 (FTL) 이동 기술을 획득하여 이를 대 민주화 기간 동안 은하계를 정복하는 데 사용했다. 인류는 또한 벌레의 부패하는 시체가 FTL 여행에 사용되는 E-710이라는 독특하고 매우 귀중한 자원을 포함하고 있음을 발견했다. 벌레 농장은 인간이 식민지화한 행성에 설립되었고, 수십 년간의 유전 공학과 가속화된 진화 끝에 테르미니드라고 불리게 되었다.

### 줄거리
헬다이버즈 2의 사건은 슈퍼 어스 무장군(SEAF)이 테르미니드를 통제하지 못하여 농장을 탈출하고 광범위한 혼란과 파괴를 일으킨 후에 시작된다. 동시에 패배한 사이보그의 후예인 오토마톤의 형태로 새로운 위협이 나타나 인류에 대한 복수를 꾀한다. 이에 대응하여 슈퍼 어스는 전쟁을 선포하고 엘리트 특수 부대인 헬다이버즈를 동원하여 위협에 맞서 싸운다. 이후 멸종된 것으로 여겨졌던 고대 기술 선진 외계 종족인 일루미네이트가 돌아와 슈퍼 어스의 식민지를 침공한다.
전쟁 중, 헬다이버즈는 행성 메리디아의 테르미니드 슈퍼 콜로니를 파괴하여 행성이 웜홀이 되게 만들었다. "메리디안 특이점"은 슈퍼 어스를 향해 이동하면서 SEAF 통제 하의 여러 행성을 파괴했다. 이는 궁극적으로 그 안에서 일루미네이트 함대가 출현하고, 최종적으로 슈퍼 어스 침공으로 이어졌다. SEAF와 헬다이버즈는 일루미네이트 침공을 성공적으로 격퇴했지만, 민간인과 군인의 사상자는 엄청났고 슈퍼 어스의 메가 시티 중 두 곳만이 살아남았다.
환경적 스토리텔링은 게임 전반에 걸쳐 널리 퍼져 있으며, 플레이어가 게임플레이 중에 찾을 수 있는 다양한 기록, 노트 및 선전 메시지가 있다.

### 스테이션-81 게임
2025년 5월 9일, 애로헤드는 헬다이버즈 2 공식 디스코드 서버에 "S81-Satcom" 채널을 대체 현실 게임으로 추가했다. 원래 메시지는 스테이션-81이 오프라인 상태인 슈퍼 어스 궤도의 네 가지 다른 위성 시점에서 유튜브 라이브스트림으로 연결되었다. 스테이션-81을 재활성화하는 목표는 사용자들이 협력하여 데이터 블록을 재보정함으로써 완료되었다. 이는 일루미네이트의 슈퍼 어스에 대한 최종 공격을 드러내는 역할을 했으며, 스테이션-81이 파괴되기 전에 메리디안 특이점에서 출현하는 모습이 스테이션-81의 카메라에 포착되었다.

## 개발 및 출시
| 2024 | 출시                             |
| 2024 | 업데이트 1 - 자유의 에스컬레이션 |
| 2024 | 업데이트 2 - 폭정의 징조         |
| 2025 | 업데이트 3 - 민주주의의 심장     |

2020년 12월 3일, 애로헤드 게임 스튜디오스는 플레이스테이션 5용 새 프로젝트 작업이 시작되었음을 발표했다. 이 게임은 3인칭 슈팅 게임이 될 것이라고 확인되었다. 첫 번째 게임과 마찬가지로, 헬다이버즈 2는 단종된 오토데스크 스팅레이 게임 엔진(원래 비트스퀴드(Bitsquid)로 알려짐)에서 실행된다. 애로헤드 게임 스튜디오의 창립자 요한 필레스테트는 소셜 미디어에서 "이 프로젝트는 스팅레이가 단종되기 전에 시작되었다"고 확인하며, "우리 미친 엔지니어들은 다른 엔진과 동등한 수준으로 게임을 만들기 위해 지원 없이 모든 것을 해야 했다"고 덧붙였다.
2021년 9월 13일, 헬다이버즈 2는 지포스 나우 유출에서 언급되었다. 이 게임은 애로헤드의 소셜 미디어 관리자가 업무를 시작하는 모습을 담은 틱톡 게시물에서 예고되었고, 이후 팬들이 게임 출시를 요구하는 일련의 게시물이 이어졌다. 2022년 8월 18일, 12초 분량의 게임플레이 영상이 트위터에 유출되었으나 나중에 삭제되었다.
2023년 5월 24일, 헬다이버즈 2는 2023 플레이스테이션 쇼케이스에서 발표되었으며, 2023년 중 출시될 예정이었다. 2023년 7월 6일, 게임플레이를 보여주는 트레일러가 공개되었다. 2023년 7월 30일, 이 게임은 오락 소프트웨어 등급 위원회로부터 "피와 유혈" 및 "격렬한 폭력"으로 M 등급을 받았다. 2023년 9월 14일, 플레이스테이션 스테이트 오브 플레이 행사에서 게임플레이가 공개되었고, 2024년 2월 8일에 출시될 것이라고 발표되었다. 선주문은 2023년 9월 22일부터 가능했다. 2024년 2월 8일, 이 게임은 플레이스테이션 스토어와 스팀에 출시되었다.
2024년 12월 18일, 애로헤드는 킬존 프랜차이즈와의 크로스오버 이벤트를 출시하며 플레이어가 게임 내 화폐로 구매할 수 있는 다운로드 가능 콘텐츠를 출시했다.
애로헤드의 CEO 요한 필레스테트는 2025년 3월 게임 개발자 콘퍼런스에서 유엔이 조작에 대한 심리적 방어 개념에 대한 강연을 요청했다고 밝혔다. 필레스테트는 "우리는 모든 것을 재미와 좋은 의도로 하며, 사람들에게 전체주의 국가가 무엇인지 과학적으로 인식시키려고 노력한다. 만약 당신이 다른 모든 사람과 같은 제복을 입고 계속 경례를 한다면, 당신은 전체주의 정권에 속해 있을 수 있다"고 말했다.
2025년 7월 3일, 애로헤드와 소니 인터랙티브 엔터테인먼트는 Xbox Series X 및 S 콘솔용으로 2025년 8월 26일에 출시될 것이라고 발표했다. 이 게임은 플레이스테이션 스튜디오스의 사내 포트 개발 회사 닉시스 소프트웨어가 개발했으며, Xbox, PlayStation, Windows 사용자 간의 크로스플레이를 완벽하게 지원한다.

## 평가
리뷰 애그리게이터 웹사이트인 메타크리틱에 따르면 헬다이버즈 2는 비평가들로부터 "대체로 호의적인" 평가를 받았다. 일본에서는 패미통의 네 명의 비평가가 이 게임에 총점 40점 만점에 30점을 주었다.
출시 직후, 게임은 대규모 플레이어 유입으로 인해 출시 후 처음 2주 동안 광범위한 서버 및 로그인 문제를 겪었다. 출시 셋째 주에는 IGN의 웨슬리 인-풀(Wesley Yin-Poole)에 따르면 플레이어 상한이 "무려 70만 동시 사용자"로 증가했다.
Push Square의 아론 베인(Aaron Bayne)은 이 게임을 "난폭한 사건으로, 동급 최강의 총격전을 제공한다"며 "현재 이용 가능한 최고의 협동 게임 플레이 중 하나와 혼합된 진정으로 장엄하고 종종 영화 같은 경험"이라고 묘사했다. 그러나 그는 출시 후 플레이어들이 겪었던 서버 문제와 충돌을 비판했다.
헬다이버즈 2는 1997년 SF 액션 영화 스타십 트루퍼스와 비교되어 왔다. 둘 다 군사 정권이 거대한 곤충 종족과 싸우는 풍자 코미디이다.
미 육군 베테랑이자 언론인 클레이 바이어스도퍼(Clay Beyersdorfer)는 "그것이 트릭이다: 헬다이버즈 2는 전쟁을 미화하지 않기 때문에 작동한다. 전쟁을 비웃는다. 플레이어들을 엘리트 요원처럼 느끼게 하려고 하지 않는다. 플레이어들을 반쯤 작동하고 잘못된 방향을 가리키는 기계의 톱니바퀴처럼 느끼게 한다"고 말했다.
헬다이버즈 2는 2024년 최고의 비디오 게임 중 하나로 선정되었다.

### 판매
2024년 2월 11일, 당시 애로헤드 게임즈의 CEO였던 요한 필레스테트는 헬다이버즈 2가 약 100만 장 판매되었다고 발표했다.
헬다이버즈 2는 PC에서 출시된 플레이스테이션 스튜디오스 게임 중 가장 큰 출시를 기록했다. 애로헤드는 이 게임의 성공이 자신들의 예상을 훨씬 뛰어넘었다고 밝혔다. 초기 성공에 이어 애로헤드 스튜디오는 출시 후 콘텐츠 계획을 가속화하기 위해 스튜디오와 팀을 확장할 의도를 발표했다. 필레스테트는 게임의 지속적인 성공에 대해 반응하며, 헬다이버즈가 언차티드, 갓 오브 워, 호라이즌과 같은 플레이스테이션의 다른 IP만큼 상징적인 게임으로 여겨지기를 바란다고 밝혔다.
유럽, 영국, 캐나다에서 헬다이버즈 2는 2024년 2월 베스트셀러 게임이었다. 헬다이버즈 2는 2024년 4월에도 캐나다에서 베스트셀러 게임으로 남아 있었다.
2024년 2월 24일까지 이 게임은 300만 장 이상 판매된 것으로 추정되며, 플레이스테이션 네트워크에서 가장 활발하게 플레이되는 게임이 되어 콜 오브 듀티: 워존 2.0과 포트나이트를 넘어섰다. 2024년 3월 15일까지 헬다이버즈 2는 800만 장 판매된 것으로 추정되며, 스팀에서 45만 명의 동시 플레이어를 기록했다. 2024년 5월 5일까지 이 게임은 1,200만 장이 판매되어 플레이스테이션 역사상 가장 빠르게 팔린 비디오 게임이자 소니의 가장 성공적인 윈도우 타이틀이 되었다. 2024년 11월까지 게임 판매량은 1,500만 장을 넘어섰다.
헬다이버즈 2는 2024년 미국에서 세 번째로 많이 팔린 비디오 게임이었다. 또한 2024년 스팀에서 최고 판매 게임이자 가장 많이 플레이된 게임이었다.

### 수상
| 연도 | 시상식                           | 부문                                                                            | 결과      | Ref.          |
| ---- | -------------------------------- | ------------------------------------------------------------------------------- | --------- | ------------- |
| 2024 | 골든 조이스틱 어워즈             | 궁극의 올해의 게임                                                              | 후보      | [ 85 ] [ 86 ] |
| 2024 | 골든 조이스틱 어워즈             | 최고의 멀티플레이어 게임                                                        | 수상      | [ 85 ] [ 86 ] |
| 2024 | 골든 조이스틱 어워즈             | 올해의 콘솔 게임                                                                | 수상      | [ 85 ] [ 86 ] |
| 2024 | 골든 조이스틱 어워즈             | 최고의 게임 트레일러 (런칭 트레일러)                                            | 수상      | [ 85 ] [ 86 ] |
| 2024 | 골든 조이스틱 어워즈             | 비평가 선택상                                                                   | 수상      | [ 85 ] [ 86 ] |
| 2024 | 더 게임 어워드 2024              | 최고 온고잉 게임                                                                | 수상      | [ 87 ]        |
| 2024 | 더 게임 어워드 2024              | 최고의 커뮤니티 지원                                                            | 후보      | [ 87 ]        |
| 2024 | 더 게임 어워드 2024              | 최고의 액션 게임                                                                | 후보      | [ 87 ]        |
| 2024 | 더 게임 어워드 2024              | 최고의 멀티플레이어 게임                                                        | 수상      | [ 87 ]        |
| 2024 | 더 스팀 어워드                   | 올해의 게임                                                                     | 후보      | [ 88 ]        |
| 2024 | 더 스팀 어워드                   | 친구와 함께 플레이하기 더 좋은 게임                                             | 수상      | [ 88 ]        |
| 2024 | 더 스팀 어워드                   | 가장 혁신적인 플레이                                                            | 후보      | [ 88 ]        |
| 2025 | 제28회 D.I.C.E. 어워드           | 올해의 게임                                                                     | 후보      | [ 89 ] [ 90 ] |
| 2025 | 제28회 D.I.C.E. 어워드           | 올해의 액션 게임                                                                | 수상      | [ 89 ] [ 90 ] |
| 2025 | 제28회 D.I.C.E. 어워드           | 올해의 온라인 게임                                                              | 수상      | [ 89 ] [ 90 ] |
| 2025 | 제28회 D.I.C.E. 어워드           | 게임 디자인 부문 최우수 성과                                                    | 후보      | [ 89 ] [ 90 ] |
| 2025 | 제28회 D.I.C.E. 어워드           | 오디오 디자인 부문 최우수 성과                                                  | 수상      | [ 89 ] [ 90 ] |
| 2025 | 제28회 D.I.C.E. 어워드           | 오리지널 음악 작곡 부문 최우수 성과                                             | 수상      | [ 89 ] [ 90 ] |
| 2025 | 게임 오디오 네트워크 길드 어워드 | 최고의 오디오 믹스                                                              | 후보      | [ 91 ]        |
| 2025 | 게임 오디오 네트워크 길드 어워드 | 최고의 게임 폴리                                                                | 후보      | [ 91 ]        |
| 2025 | 게임 오디오 네트워크 길드 어워드 | 최고의 게임 트레일러 오디오                                                     | 수상      | [ 91 ]        |
| 2025 | 게임 오디오 네트워크 길드 어워드 | 최고의 메인 테마                                                                | Won       | [ 91 ]        |
| 2025 | 게임 오디오 네트워크 길드 어워드 | 최고의 오리지널 곡 ("헬다이버즈 2 '슈퍼 어스 국가'")                            | 후보      | [ 91 ]        |
| 2025 | 게임 오디오 네트워크 길드 어워드 | 최고의 오리지널 사운드트랙 앨범                                                 | 후보      | [ 91 ]        |
| 2025 | 게임 오디오 네트워크 길드 어워드 | 최고의 UI, 보상 또는 목표 사운드 디자인                                         | 후보      | [ 91 ]        |
| 2025 | 게임 오디오 네트워크 길드 어워드 | 음악 부문 창의적 및 기술적 성과                                                 | 후보      | [ 91 ]        |
| 2025 | 게임 오디오 네트워크 길드 어워드 | 올해의 대화                                                                     | 후보      | [ 91 ]        |
| 2025 | 게임 오디오 네트워크 길드 어워드 | 사운드 디자인 부문 창의적 및 기술적 성과                                        | 후보      | [ 91 ]        |
| 2025 | 게임 오디오 네트워크 길드 어워드 | 올해의 음악                                                                     | 후보      | [ 91 ]        |
| 2025 | 게임 오디오 네트워크 길드 어워드 | 올해의 사운드 디자인                                                            | 후보      | [ 91 ]        |
| 2025 | 제25회 게임 개발자 초이스 어워드 | 올해의 게임                                                                     | Nominated | [ 92 ]        |
| 2025 | 제25회 게임 개발자 초이스 어워드 | 최고의 기술                                                                     | 후보      | [ 92 ]        |
| 2025 | 제25회 게임 개발자 초이스 어워드 | 최고의 디자인                                                                   | 가작      | [ 92 ]        |
| 2025 | 제25회 게임 개발자 초이스 어워드 | 혁신상                                                                          | 가작      | [ 92 ]        |
| 2025 | NAVGTR 어워드 2024               | 애니메이션, 기술                                                                | 후보      | [ 93 ]        |
| 2025 | NAVGTR 어워드 2024               | 미술 감독, 현대                                                                 | 수상      | [ 93 ]        |
| 2025 | NAVGTR 어워드 2024               | 컨트롤 디자인, 3D                                                               | 후보      | [ 93 ]        |
| 2025 | NAVGTR 어워드 2024               | 게임, 프랜차이즈 액션                                                           | 후보      | [ 93 ]        |
| 2025 | NAVGTR 어워드 2024               | 그래픽, 기술                                                                    | 후보      | [ 93 ]        |
| 2025 | NAVGTR 어워드 2024               | 코미디 조연 배우 (크레이그 리 토마스(Craig Lee Thomas) - "슈퍼 어스 대변인" 역) | 수상      | [ 93 ]        |
| 2025 | NAVGTR 어워드 2024               | 게임 시네마 사운드 편집                                                         | 후보      | [ 93 ]        |
| 2025 | NAVGTR 어워드 2024               | 음향 효과                                                                       | 수상      | [ 93 ]        |
| 2025 | NAVGTR 어워드 2024               | 사운드 사용, 프랜차이즈                                                         | 후보      | [ 93 ]        |
| 2025 | NAVGTR 어워드 2024               | 코미디 대본                                                                     | 후보      | [ 93 ]        |
| 2025 | 제21회 영국 아카데미 게임상      | 최우수 게임                                                                     | 후보      | [ 94 ]        |
| 2025 | 제21회 영국 아카데미 게임상      | 애니메이션                                                                      | 후보      | [ 94 ]        |
| 2025 | 제21회 영국 아카데미 게임상      | 오디오 성과                                                                     | 후보      | [ 94 ]        |
| 2025 | 제21회 영국 아카데미 게임상      | 게임 디자인                                                                     | 후보      | [ 94 ]        |
| 2025 | 제21회 영국 아카데미 게임상      | 멀티플레이어                                                                    | 수상      | [ 94 ]        |
| 2025 | 제21회 영국 아카데미 게임상      | 음악                                                                            | 수상      | [ 94 ]        |
| 2025 | 제21회 영국 아카데미 게임상      | 내러티브                                                                        | 후보      | [ 94 ]        |
| 2025 | 제21회 영국 아카데미 게임상      | 기술 성과                                                                       | 후보      | [ 94 ]        |
| 2025 | 제21회 영국 아카데미 게임상      | 조연 퍼포머 (크레이그 리 토마스(Craig Lee Thomas) - 슈퍼 어스 대변인 역)        | 후보      | [ 94 ]        |

### PSN 계정 논란
출시 당시 헬다이버즈 2는 PC 플레이어에게 플레이스테이션 네트워크 (PSN) 계정 로그인을 요구하지 않아, 시작 화면에 PSN 계정이 필요하다는 문구가 있었음에도 불구하고 플레이어들이 통합을 건너뛸 수 있었다. 2024년 5월 3일, 소니 인터랙티브 엔터테인먼트는 스팀에서 헬다이버즈 2 PC 버전이 PSN 계정 로그인을 의무화한다고 발표했으며, 이는 신규 플레이어에게는 2024년 5월 6일부터, 기존 플레이어에게는 2024년 6월 4일까지 적용된다. SIE는 PSN 로그인이 "플레이스테이션 및 플레이스테이션 스튜디오스 게임에서 제공되는 안전 및 보안 가치를 유지하기 위해" 필요하며, 기술적인 문제로 인해 출시 시점에 이 요구 사항이 구현되지 않았다고 밝혔다. 이 발표는 비판을 받았다. 또한 많은 플레이어들은 소니의 공식 문서에서 PC 게임의 PSN 계정이 선택 사항이라고 명시되어 있었는데, 필레스테트가 플레이어들에게 소니 지원팀에 문의하도록 지시한 후 이 문구가 모호한 "일부 게임"으로 변경되었다고 지적했다. 5월 4일, 스팀의 게임 목록은 PSN을 사용할 수 없는 177개 지역에서의 판매를 허용하지 않도록 업데이트되었다.
필레스테트는 갑작스러운 변경에 대해 사과하며 트위터에서 "지속적으로 훌륭한 게임 경험을 제공함으로써 만회하고 신뢰를 되찾기를 바란다"고 밝혔다. 애로헤드 개발자들은 플레이어 편에 서 있다고 밝혔고, 한 커뮤니티 관리자는 플레이어들에게 스팀에서 게임에 부정적인 리뷰를 남기도록 요청하여 플레이어들의 리뷰 폭탄으로 이어졌다. 5월 4일 기준으로 게시된 전체 리뷰의 거의 53%가 부정적이었으며, 스팀에는 84,000개가 넘는 부정적인 리뷰가 달렸다. 소니는 2024년 5월 5일 계정 연결 요구 사항을 추진하지 않을 것이며, 플레이어를 보호하기 위한 대체 솔루션을 찾기 위해 애로헤드와 협력하겠다고 약속했다. 헬다이버즈 2의 지역 제한은 갓 오브 워 라그나로크, 스파이더맨 2, 호라이즌 제로 던, 더 라스트 오브 어스 파트 II와 함께 2025년 6월 14일에 해제되었다.

## 영화 각색
2025년 1월, 소니 픽처스는 소니의 CES 2025 컨퍼런스에서 이 게임을 기반으로 한 영화를 제작 중이라고 발표했다.